# Вадецький Борис Олесандрович
Вадецький Борис Олександрович (рос. Вадецкий Борис Александрович; *29 грудня 1907, Санкт-Петербург — †29 березня 1962, Москва) — російський письменник. Член КПРС з 1927.
Автор історико-біографічних творів про Тараса Шевченка «Возвращение» (Москва, 1939) й «Акин Терези» (Москва, 1956). Матеріали цих книжок ввійшли до роману Вадецького «Полнозвучность» (Москва, 1964), який охоплює життєвий і творчий шлях Шевченка починаючи від його переїзду у Вільно. Одним з центральних є образ українського поета в романі Вадецького «Глинка» (книги 1-2, Смоленськ, 1950—1954).